# Tereza Zimovjanová
Tereza Zimovjanová (* 19. prosince 1995) je česká triatlonistka a grafička.

## Kariéra
V roce 2014 zvítězila v juniorském závodu evropského poháru v triatlonu v Brně, v témže roce získala zlatou medaili na mistrovství Evropy v akvatlonu a stala se mistryní ČR v triatlonu juniorek. V roce 2015 se stala mistryní ČR v duatlonu. V roce 2016 se stala mistryní Evropy v kategorii žen pod 23 let v Châteauroux. Roku 2017 získala bronzovou medaili na mistrovství Evropy v akvatlonu v Bratislavě. V roce 2019 se stala mistryní ČR ve sprintovém triatlonu žen. V roce 2020 v závodě světového poháru ve Valencii skončila 11.
V roce 2022 se poprvé dostala ve světovém poháru do nejlepší desítky v závodě v Mexiku, skončila na sedmém místě. V září téhož roku skončila v závodu světového poháru v Karlových Varech 10. a v říjnu téhož roku skončila na závodu světového poháru v Tchongjongu se potýkala se zdravotními problémy a skončila 30. Se zdravotními problémy se potýkala i na mistrovství světa na Bermudách, kde byla ze závodu stažena. V říjnu téhož roku však vylepšila své dosavadní nejlepší umístění a v chilském Viña del Mar získal 6. místo v závodu světového poháru.
V roce 2022 se zúčastnila memoriálu Běchovice-Praha a získala bronzovou medaili na Mistrovství ČR v silničním běhu.

## Osobní život
Tereza Zimovjanová vystudovala Queens University v Charlotte.